# Myriem Foncin
Myriem Foncin, née dans le 6e arrondissement de Paris le 2 mai 1893 et morte à Toulon le 5 janvier 1976, est une géographe et une bibliothécaire française.

## Biographie
Licenciée es lettres et es sciences, diplômée d'études supérieures en histoire et en géographie pendant la Première Guerre mondiale et à ce titre pionnière de l'intervention des femmes dans la géographie universitaire française, première en particulier à publier dans les Annales de géographie, Myriem Foncin a été par la suite conservateur en chef honoraire du département des Cartes et plans de la Bibliothèque nationale de France, à Paris. Elle a passé toute sa carrière à la Bibliothèque nationale de France (BnF) dont 26 années à la tête du département des cartes et plans. Elle est la seconde fille du grand géographe français Pierre Foncin (1841-1916).

### Femme manager
Entrée en juin 1920 à la section des Cartes et plans du département des Imprimés sur la recommandation d'un ami de son père et éminent historien de la cartographie, Lucien Gallois, elle s’est très vite imposée en revitalisant les fonds modernes face à son confrère Charles Du Bus davantage passionné par l’histoire de l’art et la cartographie ancienne. De 1926 à 1938, s’ouvre une longue période de vacance de poste de chef de la section Cartes et plans. Les administrateurs et les directeurs successifs ne peuvent se résoudre après le départ de Albert Isnard à nommer ni Charles Du Bus, bibliothécaire, excentrique voire dandy, ni Myriem Foncin, jeune agrégée et titulaire du diplôme technique de bibliothécaire, mais femme avant tout, ni même créer un troisième poste de cadre. Très vite, à la fin des années 1920-1930, elle est devenue "l’incontournable" et assure une forme d’intérim. Enfin, en 1939, ayant donné assez de gages, ayant atteint un âge jugé respectable, elle parvient au poste de chef de section. Nommée directrice – le titre exact est conservateur en chef – du département des cartes et plans en 1942, elle en assuma la charge jusqu’au 16 mars 1963. Elle met en place un réseau de bibliothécaires féminines d'institutions à dimension géographique ou cartographique.
De 1946 à 1954, elle pilote auprès de l’architecte en chef Michel Roux-Spitz le projet de rénovation et d’agrandissement de l'espace de l'Hôtel Tubeuf dédié aux collections cartographiques. Elle collabore avec les architectes pour concevoir des aménagements adaptés au département des cartes et plans et ces innovations sont suivies de près par des professionnels français et étrangers. Le département des cartes et plans rouvre dans ses nouveaux espaces du complexe Richelieu en juin 1954, après une partition de ses collections depuis 1938 entre l’Institut de géographie et la salle Mortreuil de la BnF.

### Femme savante
Elle consacra ses premiers travaux à la Provence et mit en chantier une thèse sur le développement de l'agglomération parisienne au cours des derniers siècles, sous la direction d'Albert Demangeon, thèse qu'elle ne mena pas à son terme. Géographe, bibliographe, bibliothécaire, historienne de la cartographie, elle orienta ses écrits dès les années 1930 à la publication de bibliographies, puis à celle de règles de catalogage et de conservation des documents cartographiques (1951), et enfin à de courts articles sur des acquisitions patrimoniales. Elle rédigea avec Marcel Destombes et Monique de La Roncière, le très utile Catalogue des cartes marines sur vélin conservées au département des Cartes et plans (1963).
Sa science en matière biblioéconomique lui permit d'exercer des charges importantes au sein de l'Union géographique internationale ; savoir acquis par la rédaction et la publication de nouvelles règles de catalogage des collections cartographiques admises selon des normes internationales.

### Femme engagée
Elle a mené parallèlement une activité de militante de l'éducation et de la lecture populaires. Elle fonde en 1923 la branche féminine des " Équipes sociales " nées en 1920 par Robert Garric, où elle anime des cercles d'études et de lecture. Elle agit à partir de 1938 au sein de l'Association des bibliothécaires français où elle organise une formation élémentaire pour les responsables des bibliothèques de loisirs. En 1940 et 1941, elle anime des stages de formation pour les responsables des bibliothèques créées pour les réfugiés et dans les centres de jeunesse. En 1938, Myriem Foncin constitue un groupe informel d'éducateurs populaires, d'éditeurs et de bibliothécaires professionnels, qui réfléchissent ensemble aux critères de la sélection des livres pour les bibliothèques de masse. Engagée auprès des scientifiques et des usagers de la Bibliothèque nationale de France mais aussi auprès des professionnels des bibliothèques, elle garda néanmoins durant toute sa carrière un temps pour la lecture publique.

### Mandats
Présidente de l’Association des bibliothécaires français à deux reprises de 1945 à 1947 et de 1958 à 1961. Membre émérite du Comité des travaux historiques et scientifiques, sciences géographiques et environnement dont elle a assuré le secrétariat de la section géographie en 1956.

Calque d'une carte annamite des environs de Thái Nguyên par Myriem Foncin.

En conclusion, Myriem Foncin a été la première femme bibliothécaire à la section des Cartes et plans (1920), la première à diriger un département de collections à la BnF (1942), la première à présider une association professionnelle, ABF (1945 et 1958), enfin la première géographe à recevoir ces distinctions. Parmi celles-ci : elle a participé à un séjour de trois mois aux États-Unis, invitée par le Department of State (1952) ; elle a été lauréate de la Royal Geographical Society en recevant le prix Gill (1961).

## Publications
- Myriem Foncin, Monique de La Roncière, « Jacques Maretz et la cartographie des côtes de Provence au XVIIe siècle », Actes du 90e Congrès national des sociétés savantes, Nice, 1965, Paris, Bibliothèque nationale, 1966, p. 1-28.

## Postérité
En 1977, Mireille Foncin, sœur de Myriem Foncin, fait don de la propriété familiale, le Domaine Foncin, au Conservatoire du Littoral où les deux sœurs ont régulièrement séjourné. Ce leg doit permettre la protection du lieu et de son environnement composé de forêt de chênes lièges. Lieu de pédagogie et de protection de la nature, il accueille un musée de la cartographie. La "Grande maison blanche" est utilisée comme amer et donc présente sur les cartes de navigation des marins et aviateurs. Cette dotation est, en 1977, la première du Conservatoire du Littoral.